# The Marsh
The Marsh es una película de 2006 dirigida por Jordan Barker y escrita por Michael Stokes.

## Argumento
Una escritora joven con problemas se encuentra envuelta en un misterio sobrenatural ... que ella debe resolver o morir.
La exitosa escritora Claire Holloway es perturbada por pesadillas donde aparecen una niña y un joven, y está bajo tratamiento psicológico. Mientras que se resuelve mirando la televisión, ella ve el paisaje de la granja de Rose Marsh, en el condado de Westmoreland, y señala que la casa está ligada a sus pesadillas. Ella decide pasar sus vacaciones en la granja, que se encuentra cerca de un pantano, y es perseguido por los fantasmas de una niña y un adolescente con ojos blancos dentro de la casa. Allí conoce al editor e historiador local de Noha Pitney, pero después de una serie de visiones inquietantes, decide ponerse en contacto con el consultor paranormal Geoffry Hunt. Juntos, investigan el misterio y revelar una tragedia que ocurrió en la finca hace unos veinte años.
- Datos: Q588600